# Mall da Arábia
O Mall da Arábia será um "gigantesco" shopping center que está a ser construído como parte do complexo chamado Cidade da Arábia, nas instalações do parque temático Dubailand, em Dubai.
Foi anunciado pelo Grupo Ilyas e Mustafa Galadari, e vai incluir lazer e entretenimento, um palco de teatro e um exterior inspirado no antigo Oriente Médio. Sua fase 1 tem uma área bruta arrendável de 370.000 m²; no entanto, quando forem concluídas todas as fases, vai ter um final de área bruta arrendável de 930.000 m², superando o South China Mall, em Dongguan, na China e o Dubai Mall, também de Dubai, como o maior shopping do mundo. Terá dois níveis lojas e centros de entretenimento, hotéis e numerosas instalações de lazer.
Haverá um parque de estacionamento coberto com 10.400 lugares na sua primeira fase. Em agosto de 2005 a Starbucks Coffee Co. anunciou que o maior café Starbucks do mundo será construído no centro do tribunal no Shopping, simbolizando o Oriente Médio e a longa associação com a expansão do negócio do café e de parceria entre a Starbucks e com o crescente mercado de Dubai. Será rival do próximo Dubai Mall, que se espera venha a ser o maior centro comercial do mundo, e cuja construção finalizará antes da do Mall da Arábia.